# Clemensia parapahella
Clemensia parapahella là một loài bướm đêm thuộc phân họ Arctiinae, họ Erebidae.